# Taunton (Massachusetts)
41° 54′ 12″ N, 71° 05′ 42″ O
Taunton é uma cidade situada no condado de Bristol no estado norte-americano de Massachusetts. Tem uma população de 55 874 habitantes e uma área de 125.39 km², o que corresponde a uma densidade populacional de 445,6 habitantes por km².

## Personalidades
- William Standish Knowles (1917-2012), Prémio Nobel da Química de 2001

## Cidades irmãs
Taunton é cidade irmã de:
- Taunton, Somerset, Inglaterra, Reino Unido
- Angra do Heroismo, Terceira, Açores, Portugal
- Lagoa (Açores), São Miguel, Açores, Portugal